# Stretavka (chráněný areál)
Stretavka je chráněný areál v oblasti Latorica.
Nachází se v katastrálním území obce Stretavka v okrese Michalovce v Košickém kraji. Území bylo vyhlášeno či novelizováno v roce 2009 na rozloze 17,71 ha. Ochranné pásmo nebylo stanoveno.